# Prior Games
A Prior Games magyar független videójáték-fejlesztő cég volt, a Docler Holding leányvállalata. A céget Sine Morán dolgozó egykori Digital Reality-munkatársak alapítottak 2011-ben Theodore Reiker kreatív igazgató vezetésével. Első videójátékuk 2013-ban Rotolla címen jelent meg iOS-re, második munkájuk Project Verona néven készült, azonban végül nem jelent meg.

## Története
A Prior Gamest 2011 októberében alapították a Digital Realityből kiváló munkatársak a Docler Holding leányvállalataként. A vállalatot a Sine Mora fejlesztőcsapatának kulcsfigurái alkotják, a cég a játék PlayStation 3-, PlayStation Vita- és Microsoft Windows-konverzióinak elkészítésében is segítséget nyújtott a Digital Realitynek. Első saját játékuk Rotolla címen jelent meg 2013-ban iOS mobilplatformra a „mikrojáték” sorozat első tagjaként. Következő játékuk Project Verona kódnéven futott. A Verona finanszírozását 2015 nyarán az anyacég leállította, majd 2015 októberében kikerült a Kickstarter közösségi finanszírozási platformra, de a kampány sikertelenül zárult, a céget ezután bezárták.

## Játékaik
- Sine Mora (2012, a Digital Realityvel közösen, PS3, PSVita, Windows)
- Rotolla (2013, iOS)
- Project Verona (nem jelent meg)